# Ondo
Ondo è uno dei 36 stati della Nigeria, situato a sud-ovest della Nigeria con capitale Akure.

## Storia
Fu creato il 3 febbraio 1976 da una parte del vecchio Western State. Originariamente includeva anche lo Stato di Ekiti, che fu creato solo nel 1996. La maggioranza della popolazione vive in agglomerati urbani. I centri universitari più importanti dello Stato di Ondo sono la Federal University of Technology, ad Akurẹ, e la Adekunle Ajasin University, ad Akungba/Akoko.

## Società
La popolazione è composta per la maggior parte da componenti appartenenti all'etnia Yoruba, rappresentata dai sottogruppi Akoko, Akurẹ, Ikare, Ilajẹ, Ondo, e Ọwọ. Gli Ijaw rappresentano solo una minoranza per lo più stanziata nelle zone costiere. Lo Stato conta il più alto numero di scuole pubbliche di tutta la Nigeria: 1070.

## Suddivisioni
Lo stato di Ondo è suddiviso in diciotto aree a governo locale (local government areas):
- Akoko North East
- Akoko North West
- Akoko South East
- Akoko South West
- Akure North
- Akure South
- Ese Odo
- Idanre
- Ifedore
- Iiaye
- Ile-Oluji-Okeigbo
- Irele
- Odigbo
- Okitipupa
- Ondo East
- Ondo West
- Ose
- Owo